# 8 Flora
A 8 Flora (a latin Flōra szóból) egy nagy, fényes kisbolygóöv-beli aszteroida. A hetedik legfényesebb kisbolygó, átlagosan 8,7-es oppozíciós magnitúdóval.  +7,9-es értéket is elérhet egy kedvező oppozíció során, perihéliumközelben. Ez esett meg 2007 novemberében is.
Egy 1917. március 25-ei megfigyelés során a 8 Florát összetévesztették a TU Leonis csillaggal, ami oda vezetett, hogy annak osztályozását megváltoztatták. A hiba csupán 1995-ben derült ki.

## Felfedezése és neve
A Florát J. R. Hind fedezte fel 1847. október 18-án. A második felfedezése az Iris után.
Nevét John Herschel javasolta, a virágok és kertek római istennője, Flora után, aki Zephürosz (a nyugati szél megszemélyesülése) felesége volt.